# アルバート・パーク・サーキット

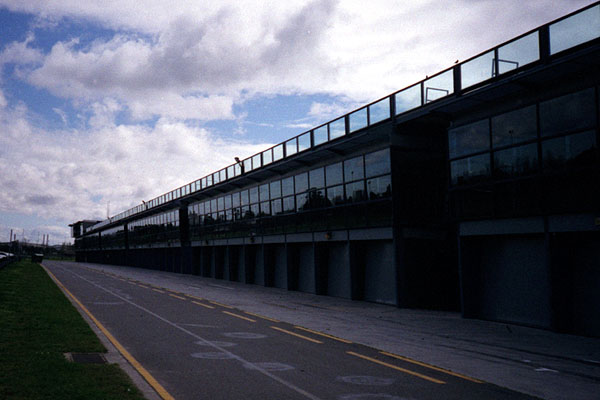
アルバート・パーク・サーキットのピットレーン（2004年9月）

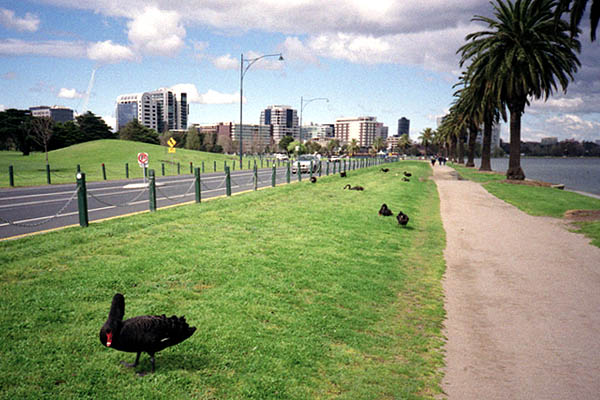
アルバート・パーク内の公道、湖、コクチョウ（2004年9月）

アルバート・パーク・サーキット（Albert Park、Melbourne Grand Prix Circuit）はオーストラリア連邦ビクトリア州メルボルンにある公道を使用したコースである。1996年からF1オーストラリアGPが開催されている。

## 概要
メルボルンの中心地から約3kmの場所にあり、公園内の人工湖を周回する公道と駐車場の一部を組み合わせたサーキット。開催されるレースはF1やサポートレース、スーパーカー・チャンピオンシップのみとなっている。同地でのF1初開催は1996年。一部の年を除き例年開幕戦が行われており、2019年には週末の総観客数が32万人を超えた。
2017年にオーストラリアGPの主催者は、大規模な変更を加えるために調査を行った。その結果、2021年の改修内容に近い案が提出されたものの、一年の大半を公道として使用しているため、その計画は頓挫したが、ドライバーなどからコースレイアウトを含めた批判が上がり続けた。
2021年にはコース全体の再舗装と合わせて改修が行われ、各所のコース幅の拡張やセクター2のコースレイアウトが大きく変わり高速化された。それによりラップタイムは5秒ほど速くなるとみられている。

## コースレイアウト

### 1996年 - 2020年
ストレートとヘアピンや直角のコーナーを組み合わせたストップ&ゴータイプのサーキット。そのため減速時の安定性やコーナーからの加速性能が求められるサーキットだった。ピットレーンの距離は280mほどしかなく、F1カレンダーの中では最短で制限速度も60km/hに設定されている。初開催の1996年に合わせ前年に舗装されて以降、コース全域で再舗装はされておらず、また1年の大半を公道として使用していたため、非常にバンピーな路面となっていた。2017年に再舗装を含めた改修案が出たものの、普段は公道として使用していることからその計画は頓挫した。

### 2021年 -
2017年の改修計画に近い内容で2021年に再舗装と合わせてコース全体が改修された。コース幅の拡張によりコーナーの通過速度の向上や並走して通過しやすくなったほか、ターン9,10が撤去されたことによりターン7の立ち上がりからターン11（旧ターン13）にかけてはほぼ全開区間となった。それにより平均速度は15km/hほど上がり、ラップタイムは5秒ほど短縮すると見られている。

## F1GPの結果
| 年   | 決勝日                                 | ラウンド                               | グランプリ                             | 勝者                                   | 所属チーム                             |
| ---- | -------------------------------------- | -------------------------------------- | -------------------------------------- | -------------------------------------- | -------------------------------------- |
| 1996 | 3月10日                                | 1                                      | オーストラリア                         | デイモン・ヒル                         | ウィリアムズ                           |
| 1997 | 3月09日                                | 1                                      | オーストラリア                         | デビッド・クルサード                   | マクラーレン                           |
| 1998 | 3月08日                                | 1                                      | オーストラリア                         | ミカ・ハッキネン                       | マクラーレン                           |
| 1999 | 3月07日                                | 1                                      | オーストラリア                         | エディ・アーバイン                     | フェラーリ                             |
| 2000 | 3月12日                                | 1                                      | オーストラリア                         | ミハエル・シューマッハ                 | フェラーリ                             |
| 2001 | 3月04日                                | 1                                      | オーストラリア                         | ミハエル・シューマッハ                 | フェラーリ                             |
| 2002 | 3月03日                                | 1                                      | オーストラリア                         | ミハエル・シューマッハ                 | フェラーリ                             |
| 2003 | 3月09日                                | 1                                      | オーストラリア                         | デビッド・クルサード                   | マクラーレン                           |
| 2004 | 3月07日                                | 1                                      | オーストラリア                         | ミハエル・シューマッハ                 | フェラーリ                             |
| 2005 | 3月06日                                | 1                                      | オーストラリア                         | ジャンカルロ・フィジケラ               | ルノー                                 |
| 2006 | 4月02日                                | 3                                      | オーストラリア                         | フェルナンド・アロンソ                 | ルノー                                 |
| 2007 | 3月18日                                | 1                                      | オーストラリア                         | キミ・ライコネン                       | フェラーリ                             |
| 2008 | 3月16日                                | 1                                      | オーストラリア                         | ルイス・ハミルトン                     | マクラーレン                           |
| 2009 | 3月29日                                | 1                                      | オーストラリア                         | ジェンソン・バトン                     | ブラウン                               |
| 2010 | 3月28日                                | 2                                      | オーストラリア                         | ジェンソン・バトン                     | マクラーレン                           |
| 2011 | 3月27日                                | 1                                      | オーストラリア                         | セバスチャン・ベッテル                 | レッドブル                             |
| 2012 | 3月18日                                | 1                                      | オーストラリア                         | ジェンソン・バトン                     | マクラーレン                           |
| 2013 | 3月17日                                | 1                                      | オーストラリア                         | キミ・ライコネン                       | ロータス                               |
| 2014 | 3月16日                                | 1                                      | オーストラリア                         | ニコ・ロズベルグ                       | メルセデス                             |
| 2015 | 3月15日                                | 1                                      | オーストラリア                         | ルイス・ハミルトン                     | メルセデス                             |
| 2016 | 3月20日                                | 1                                      | オーストラリア                         | ニコ・ロズベルグ                       | メルセデス                             |
| 2017 | 3月26日                                | 1                                      | オーストラリア                         | セバスチャン・ベッテル                 | フェラーリ                             |
| 2018 | 3月25日                                | 1                                      | オーストラリア                         | セバスチャン・ベッテル                 | フェラーリ                             |
| 2019 | 3月17日                                | 1                                      | オーストラリア                         | バルテリ・ボッタス                     | メルセデス                             |
| 2020 | 新型コロナウイルスの感染拡大のため中止 | 新型コロナウイルスの感染拡大のため中止 | 新型コロナウイルスの感染拡大のため中止 | 新型コロナウイルスの感染拡大のため中止 | 新型コロナウイルスの感染拡大のため中止 |
| 2021 | 新型コロナウイルスの感染拡大のため中止 | 新型コロナウイルスの感染拡大のため中止 | 新型コロナウイルスの感染拡大のため中止 | 新型コロナウイルスの感染拡大のため中止 | 新型コロナウイルスの感染拡大のため中止 |
| 2022 | 4月10日                                | 3                                      | オーストラリア                         | シャルル・ルクレール                   | フェラーリ                             |
| 2023 | 4月02日                                | 3                                      | オーストラリア                         | マックス・フェルスタッペン             | レッドブル                             |
| 2024 | 3月24日                                | 3                                      | オーストラリア                         | カルロス・サインツ                     | フェラーリ                             |
| 2025 | 3月16日                                | 1                                      | オーストラリア                         |                                        |                                        |